# Century City (Los Angeles)
Pour les articles homonymes, voir Century City.
Century City est un quartier de la ville de Los Angeles, en Californie, aux États-Unis.

## Démographie
Le Los Angeles Times considère le quartier comme peu diversifié du point de vue ethnique : 82,5 % blanche non hispaniques, 8,6 % asiatique, 4,4 % de la population étant hispanique, 1,4 % afro-américaine, et 3,0 % appartenant à une autre catégorie ethno-raciale.

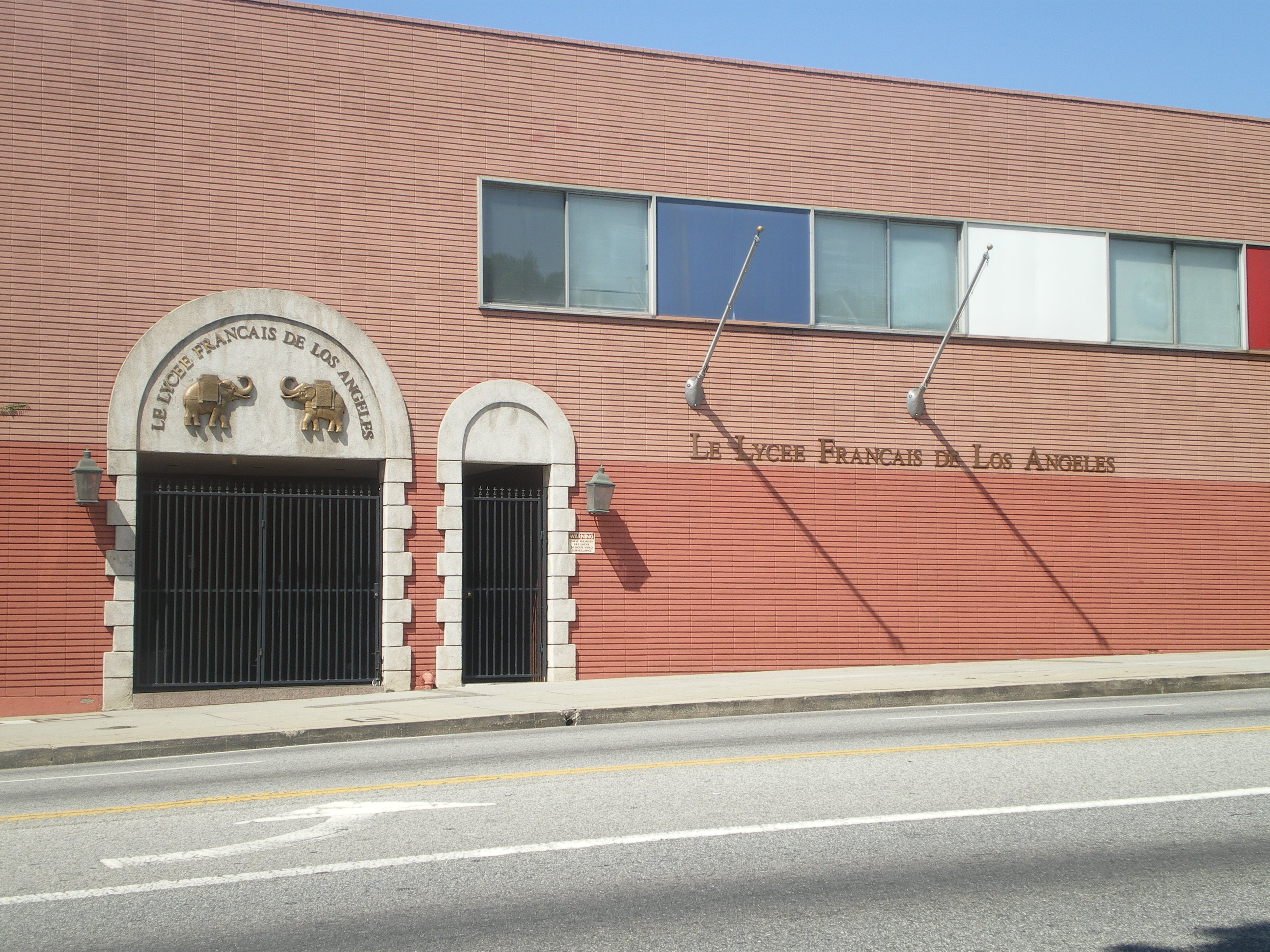
Campus Century City du lycée français de Los Angeles.

## Culture
Les Fox Studios sont à l'origine du quartier et de nombreux édifices ont été utilisés dans des productions. Century City est le théâtre de l'action du film Piège de cristal (1988), qui a été tourné dans la Fox Plaza, située dans le quartier.
C'est à Century City où Barbie et Ken se rendent au siège de la société Mattel dans le film Barbie (2023)